# Haga tegelbruk

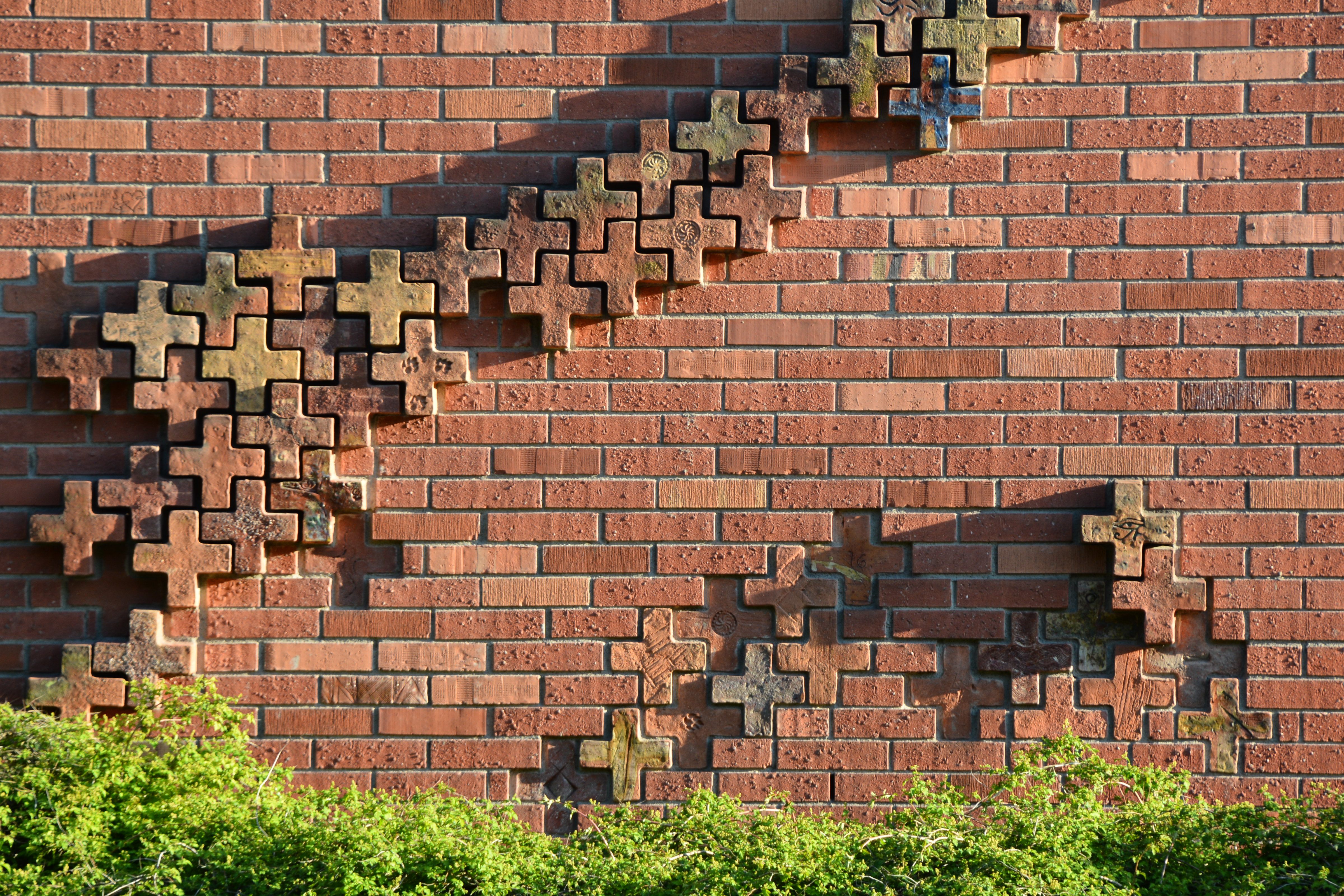
Detalj av Lillemor Peterssons Stentecken på Sankt Görans sjukhus i Stockholm juni 2015, av tegelsten från Haga tegelbruk

Haga tegelbruk, söder om Enköping, var ett svenskt tegelbruk. År 2020 stängde ägarföretaget, österrikiska Wienerberger AB, ner produktionen på Sveriges då enda kvarvarande tegelbruk för fasadtegel. 
Tegel har tillverkats på Haga sedan 1660-talet. På en karta från  1668 finns ett tegelbruk redovisat direkt öster om Hagas huvudbyggnad. Det första moderna tegelbruket anlades 1883 och ägdes av Haga slott. År 1922 bildades AB Hagaverken som ägare till tegelbruket. 1976 köptes bruket av det KF-ägda Mälardalens tegelbruk. KF sålde i sin tur till Stråbruken 1984, Optiroc tog över 1998 och Wienerberger 2001.